# Клејтон (Луизијана)
Клејтон (енгл. Clayton) град је у америчкој савезној држави Луизијана.

## Демографија
По попису из 2010. године број становника је 711, што је 147 (-17,1%) становника мање него 2000. године.
| Група             | 2000.       | 2010.       |
| Белци             | 272 (31,7%) | 215 (30,2%) |
| Афроамериканци    | 577 (67,2%) | 487 (68,5%) |
| Азијати           | 0 (0,0%)    | 0 (0,0%)    |
| Хиспаноамериканци | 4 (0,5%)    | 3 (0,4%)    |
| Укупно            | 858         | 711         |